# Saison 2016 de l'équipe cycliste Kolss-BDC
La saison 2016 de l'équipe cycliste Kolss-BDC est la huitième de cette équipe.

## Préparation de la saison 2016

### Arrivées et départs
| Arrivées         | Équipe 2015         |
| ---------------- | ------------------- |
| Volodymyr Dzhus  | ISD Continental     |
| Andriy Khripta   | Kyiv Capital Racing |
| Mykyta Skorenko  | Kyiv Capital Racing |
| Matteo Spreafico | Idea 2010 ASD       |
| Maksym Vasyliev  | ISD Continental     |

| Départs            | Équipe 2016           |
| ------------------ | --------------------- |
| Adrian Banaszek    | Verva ActiveJet       |
| Oleksandr Golovash | Minsk CC              |
| Kacper Gronkiewicz |                       |
| Błażej Janiaczyk   | Wibatech Fuji         |
| Piotr Kirpsza      |                       |
| Denys Kostyuk      | ISD-Jorbi Continental |
| Mateusz Nowaczek   |                       |
| Adam Stachowiak    | Verva ActiveJet       |
| Adrian Tekliński   | SKC Tufo Prostějov    |
| Konrad Tomasiak    | Start Vaxes-Partizan  |
| Maksym Vasyliev    | Lvshan Landscape      |

## Coureurs et encadrement technique

### Effectif
Denys Kostyuk quitte l'équipe le 29 avril pour entrer dans l'effectif d'ISD-Jorbi Continental.
| Cycliste           | Date de naissance | Nationalité | Équipe 2015         |  |
| ------------------ | ----------------- | ----------- | ------------------- |  |
| Andrii Bratashchuk | 8 avril 1992      | Ukraine     | Kolss-BDC           |  |
| Vitaliy Buts       | 24 octobre 1986   | Ukraine     | Kolss-BDC           |  |
| Volodymyr Dzhus    | 23 juin 1993      | Ukraine     | ISD Continental     |  |
| Oleksandr Golovash | 21 septembre 1991 | Ukraine     | Kolss-BDC           |  |
| Andriy Khripta     | 29 novembre 1986  | Ukraine     | Kyiv Capital Racing |  |
| Mykhailo Kononenko | 30 octobre 1987   | Ukraine     | Kolss-BDC           |  |
| Denys Kostyuk      | 13 mars 1982      | Ukraine     | Kolss-BDC           |  |
| Andriy Kulyk       | 30 août 1989      | Ukraine     | Kolss-BDC           |  |
| Sergiy Lagkuti     | 24 avril 1985     | Ukraine     | Kolss-BDC           |  |
| Vasyl Malynivskyi  | 21 novembre 1992  | Ukraine     | Kolss-BDC           |  |
| Oleksandr Polivoda | 31 mars 1987      | Ukraine     | Kolss-BDC           |  |
| Oleksandr Prevar   | 28 juin 1990      | Ukraine     | Kolss-BDC           |  |
| Mykyta Skorenko    | 28 juin 1993      | Ukraine     | Kyiv Capital Racing |  |
| Matteo Spreafico   | 15 février 1993   | Italie      | Idea 2010 ASD       |  |
| Maksym Vasyliev    | 14 avril 1990     | Ukraine     | ISD Continental     |  |
| Andriy Vasylyuk    | 29 août 1987      | Ukraine     | Kolss-BDC           |  |

## Bilan de la saison

### Victoires
| Date       | Course                                             | Pays               | Classe | Vainqueur          |
| ---------- | -------------------------------------------------- | ------------------ | ------ | ------------------ |
| 23/04/2016 | Belgrade-Banja Luka I                              | Bosnie-Herzégovine | 1.2    | Vitaliy Buts       |
| 24/04/2016 | Visegrad 4 Bicycle Race - GP Slovakia              | Slovaquie          | 1.2    | Andriy Kulyk       |
| 02/05/2016 | Mémorial Roman Siemiński                           | Pologne            | 1.2    | Mykhailo Kononenko |
| 06/05/2016 | 1re étape du Szlakiem Grodów Piastowskich          | Ukraine            | 2.2    | Oleksandr Polivoda |
| 08/05/2016 | Classement général du Szlakiem Grodów Piastowskich | Pologne            | 2.2    | Oleksandr Polivoda |
| 27/05/2016 | Horizon Park Race for Peace                        | Ukraine            | 1.2    | Vitaliy Buts       |
| 29/05/2016 | Horizon Park Classic                               | Ukraine            | 1.2    | Mykhailo Kononenko |
| 31/05/2016 | 1re étape du Tour d'Ukraine                        | Ukraine            | 2.2    | Sergiy Lagkuti     |
| 01/06/2016 | Classement général du Tour d'Ukraine               | Ukraine            | 2.2    | Sergiy Lagkuti     |
| 23/06/2016 | Championnat d'Ukraine du contre-la-montre          | Ukraine            | CN     | Andriy Vasylyuk    |
| 26/06/2016 | Championnat d'Ukraine sur route                    | Ukraine            | CN     | Oleksandr Polivoda |
| 20/07/2016 | 4e étape du Tour du lac Qinghai                    | Chine              | 2.HC   | Vitaliy Buts       |
| 22/07/2016 | 6e étape du Tour du lac Qinghai                    | Chine              | 2.HC   | Sergiy Lagkuti     |
| 29/07/2016 | 12e étape du Tour du lac Qinghai                   | Chine              | 2.HC   | Andriy Vasylyuk    |
| 30/07/2016 | Classement général du Tour du lac Qinghai          | Chine              | 2.HC   | Sergiy Lagkuti     |
| 06/08/2016 | Tour de Ribas                                      | Ukraine            | 1.2    | Andriy Vasylyuk    |
| 07/08/2016 | Odessa GP                                          | Ukraine            | 1.2    | Oleksandr Prevar   |
| 31/08/2016 | 4e étape du Tour de Bulgarie                       | Bulgarie           | 2.2    | Oleksandr Prevar   |
| 02/09/2016 | 6e étape du Tour de Bulgarie                       | Bulgarie           | 2.2    | Vitaliy Buts       |